# اولین ریاست (کلیسای عیسی مسیح قدیسان آخرالزمان)
اولین ریاست (انگلیسی: First Presidency) هیئت حاکمه رهبری کلیسای عیسی مسیح قدیسان آخرالزمان (کلیسای LDS) است که از رئیس کلیسا و مشاورانش تشکیل شده‌است. اولین ریاست در حال حاضر متشکل از راسل ام. نلسن و دو مشاور او: دالین اچ. اوکس و هنری بی. آیرینگ است.